# Guilhermina da Cruz
Guilhermina da Cruz (sinh ngày 20 tháng 1 năm 1970) là một vận động viên chạy nước rút người Angola. Bà đã thi đấu ở nội dung 100 mét nữ tại Thế vận hội Mùa hè 1988.